# Balil Gjini
Balil Gjini  né le 16 juin 1950 à Lazarat dans le district de Gjirokastër en Albanie, est un écrivain de langue albanaise. Il vit à Berat en Albanie

## Biographie
Il fait des études de langue et littérature à l'Université de Tirana. Puis à partir de 1988, il devient journaliste au journal Kushtrimi à Berat où il travaille jusqu'à la chute du régime communiste. Il prend part au mouvement pour la démocratisation et a été candidat du parti démocratique aux premières élections en mars 1991. De 1992 à 2007, il est directeur de la bibliothèque publique de Berat.  Aujourd'hui, en plus d'écrire romans, récits et poésie, Balil Gjini traduit en albanais des auteurs tels que Michel Tournier, Milan Kundera, etc.  

## Œuvres en albanais
- Magjepsja e zuskave roman, Uegen, Berat, 1999
- Po, e zi poésie, Uegen,Tirana, 2003
- Mulliri që bluante trëndafilë (Le Moulin qui broyait les roses) roman, Toena, Tirana, 2004  (ISBN 99927-1-937-0)
- Melusina roman, Zenit, Tirana, 2011  (ISBN 9789928400581)
- Astar mëndafshi poésie, Zenit, Tirana, 2015  (ISBN 9789928113382)

## Œuvres traduites en français
- Les jumelles et Les chasseurs de martres, (récits trad. de l'albanais par Elisabeth Chabuel) in : Écrivains et littératures dans la transition, Diagonales Est-Ouest Numéro 48, Lyon, été 1997